# Ferrocarril en Estonia

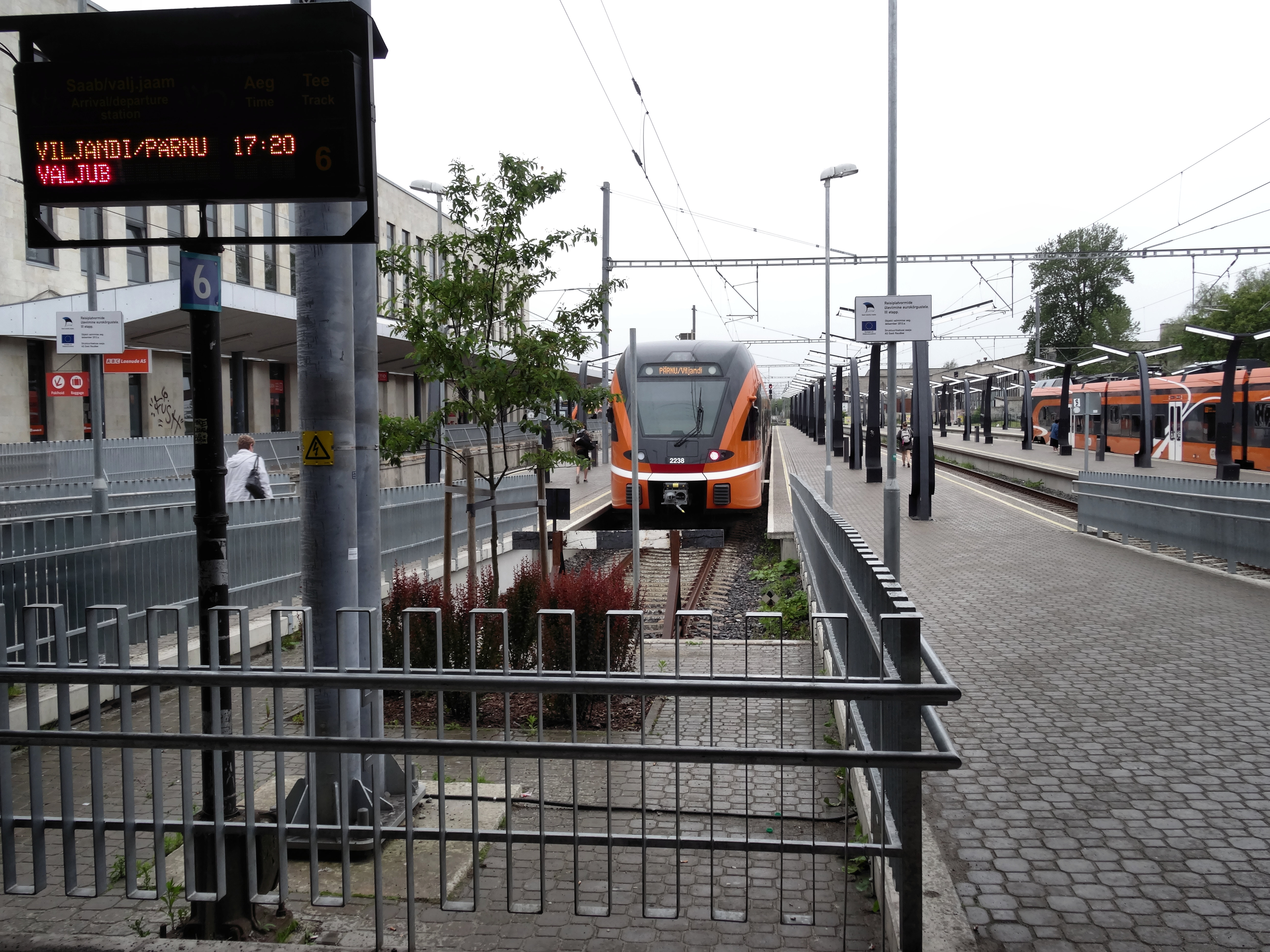
Balti jaam (literalmente 'estación del Báltico') es la principal estación ferroviaria de pasajeros de Tallin, la capital de Estonia.

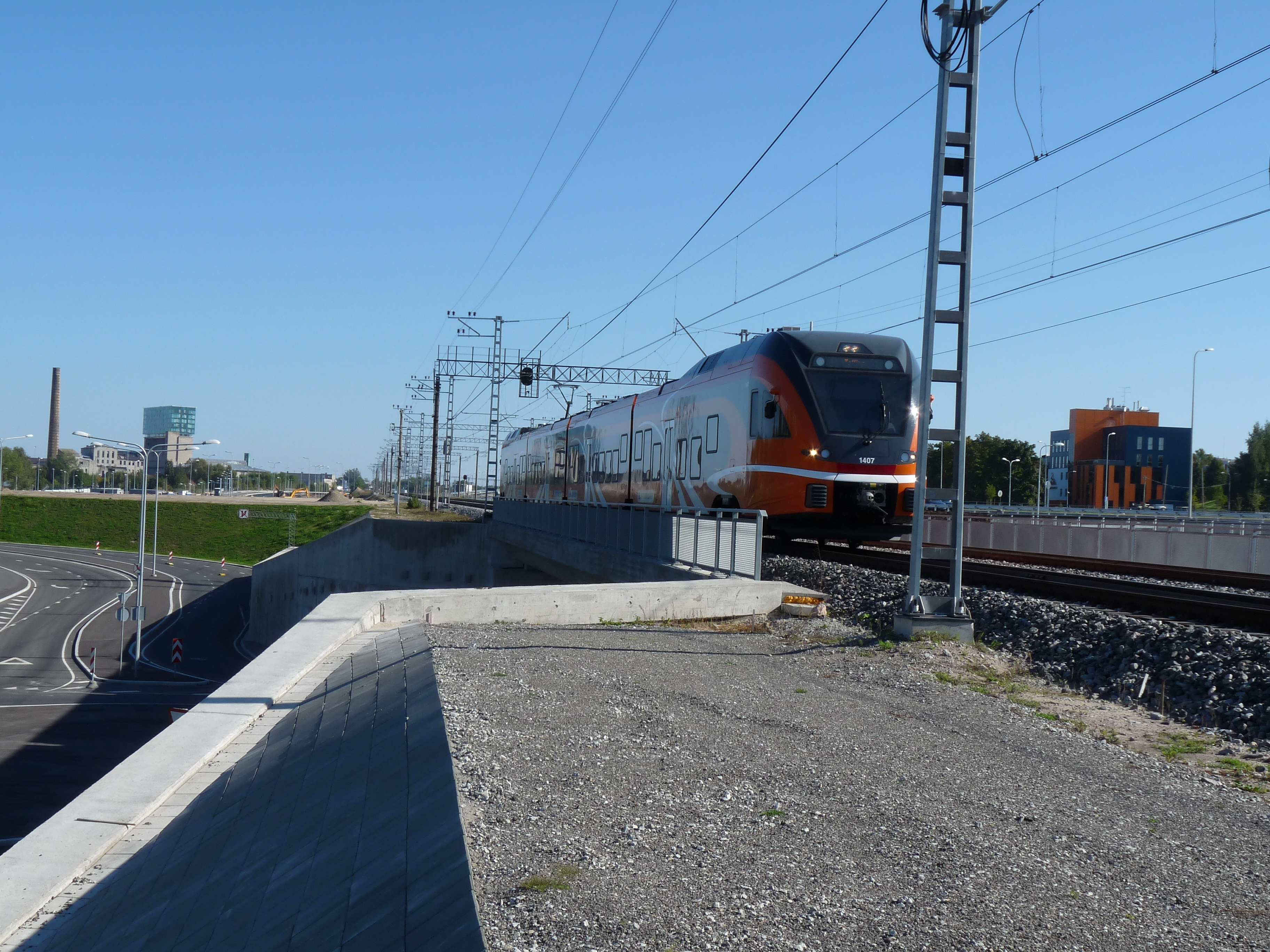
Stadler FLIRT en Ülemiste.

El sistema de transporte ferroviario de Estonia consta de unos 1.200 kilómetros de líneas ferroviarias, de los cuales 900 kilómetros son actualmente de uso público. La infraestructura de la red ferroviaria es en su mayor parte propiedad del Estado y está regulada y supervisada por la Autoridad de Vigilancia Técnica de Estonia (estonio: Tehnilise Järelevalve Amet).
Todos los ferrocarriles públicos de Estonia son de 1.520 mm (ancho de vía ruso), el mismo que en Rusia, Bielorrusia, Letonia y Lituania. El ancho de vía de 1.520 mm utilizado en Estonia también es compatible con el ancho de vía finlandés de 1.524 mm. A veces se define que es de 1.524 mm, por ejemplo, cuando se encarga el mantenimiento de las vías o los vehículos de Finlandia.
En la actualidad, los ferrocarriles de Estonia se utilizan sobre todo para el transporte de mercancías, pero también para el tráfico de pasajeros, con 8,3 millones de pasajeros registrados en 2019. El transporte de pasajeros es más frecuente cerca de Tallin, centrado en Balti jaam.

## Red

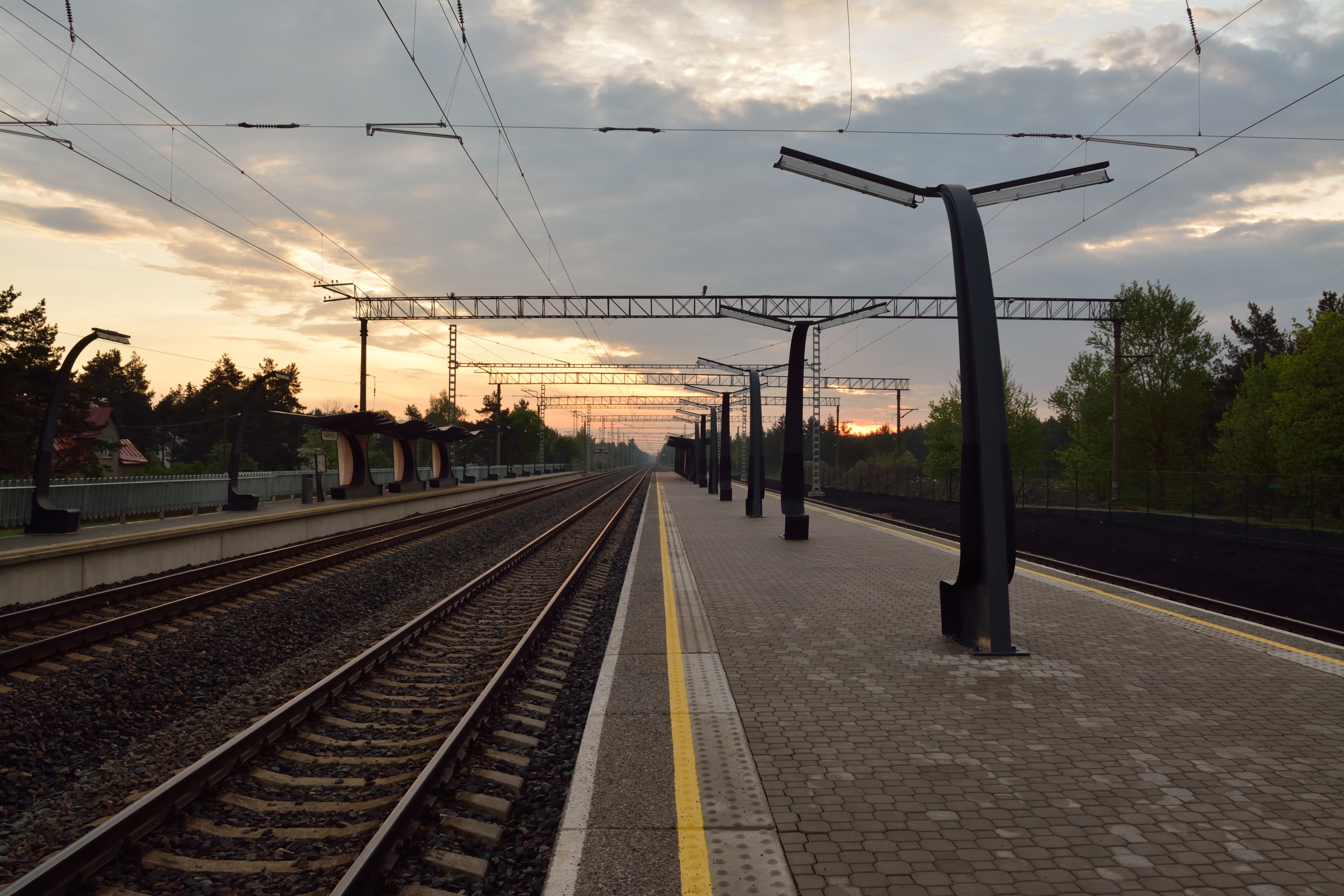
Estación de tren de Pääsküla.

- Longitud total: unos 1.200 km, de los cuales 900 km son de uso público.[2]
- Ancho de vía: 1.520 mm (ancho de vía ruso).
- Electrificado: 133 km.

La red ferroviaria estonia es propiedad de la empresa estatal AS Eesti Raudtee y de la empresa privada Edelaraudtee Infrastruktuuri AS. Estos operadores de infraestructura ferroviaria prestan todos los servicios de la red ferroviaria a los operadores ferroviarios que prestan servicios de mercancías y pasajeros. AS Eesti Raudtee proporciona aproximadamente 800 kilómetros de vía, de los cuales 107 kilómetros son de doble vía y 133 kilómetros están electrificados. Edelaraudtee Infrastruktuuri AS mantiene 298 kilómetros de vías, de los cuales 219 kilómetros son de línea principal y 79 kilómetros de línea de estación.

### Líneas principales
Propiedad de AS Eesti Raudtee:

Líneas ferroviarias de uso público en Estonia en 2015.

Todas las líneas ferroviarias de Estonia (incluidas las demolidas).

Frecuencia de los trenes de cercanías, 2016.

Líneas ferroviarias electrificadas, 2016.

- Ferrocarril Tallin-Narva, 209,6 km. Esta línea se completó en 1870. Originalmente formaba parte de la red ferroviaria del Imperio Ruso y conectaba Paldiski con San Petersburgo a través de Tallin y Narva. Los trenes de pasajeros son operados por Elron (rutas Tallinn-Aegviidu, Tallinn-Tartu, Tallinn-Rakvere y Tallinn-Narva) y por GO Rail (trenes internacionales a Moscú y San Petersburgo, Rusia).
- Tallin-Keila-Paldiski, 47,7 km. Los trenes de pasajeros son operados por Elron (rutas Tallinn-Pääsküla, Tallinn-Keila, Tallinn-Paldiski y Tallinn-Klooga-rand).
- Keila-Riisipere, 24,4 km. Esta línea forma parte de la antigua línea Keila-Haapsalu, que se completó en 1905. El tramo Riisipere-Haapsalu se abandonó en 2004,[3] pero está previsto reconstruirlo hasta Turba en 2019, como primer paso para reabrir la línea hasta Haapsalu (y posiblemente el puerto de Rohuküla).[4] Los trenes de pasajeros son operados por Elron (ruta Tallin-Riisipere).
- Tapa-Tartu, 112,5 km. Terminada en 1877.[5] Los trenes de pasajeros son operados por Elron (rutas Tallinn-Tartu y Tartu-Jõgeva).
- Tartu-Valga, 82,5 km. Terminado en 1887. Conexión internacional entre Valga (Estonia) y Valka (Letonia). Los trenes de pasajeros entre Tartu y Valga son operados por Elron. Los trenes de pasajeros entre Valga y Riga son operados por los Ferrocarriles Letones.
- Tartu-Pechory, 83,5 km. Construido entre 1929 y 1931. Conexión internacional desde la estación de ferrocarril de Koidula (Estonia) hasta Pechory (Rusia). Los trenes de pasajeros son operados por Elron (ruta Tartu-Koidula).
- Valga-Pechory, 91,5 km (56,9 mi). Parte del ferrocarril Riga-Pskov, abierto al tráfico regular en 1889.[5] Conexión internacional desde la estación de Koidula en Estonia hasta Pechory en Rusia. La línea es utilizada únicamente por trenes de mercancías.

Propiedad de Edelaraudtee Infrastruktuuri AS:
- Tallin-Lelle-(Pärnu)-(Mõisaküla), 141,4 km (antes 190,0 km). Había una conexión internacional desde Mõisaküla a Letonia, pero el tramo Pärnu-Mõisaküla se abandonó en 2008.[6][7] El tramo Lelle-Pärnu se cerró definitivamente para operaciones de pasajeros el 9 de diciembre de 2018, ya que requería una remodelación de 17 millones de euros. El servicio ferroviario hasta la estación de Pärnu se reanudará con la apertura de la línea Rail Baltica.[8][9]
- Lelle-Viljandi, 78,7 km. Esta línea conecta Viljandi con la línea Tallinn-Pärnu a través de Lelle.

### Mayores ferrocarriles industriales
- Põlevkivi Raudtee (ferrocarril de pizarra bituminosa) mantiene más de 200 km de vías en Ida-Virumaa.[10] El principal uso de la red es el transporte de pizarra bituminosa desde las minas subterráneas y a cielo abierto hasta las centrales eléctricas de Narva. La empresa es una filial de Eesti Põlevkivi, que a su vez es una filial de Eesti Energia, propiedad del Estado.
- Rakvere-Kunda, 19 km. Construida en 1896,[11] esta línea conecta la ciudad industrial de Kunda con la línea Tallin-Tapa-Narva. La línea es propiedad de la empresa privada Kunda Trans.

## Conexiones con países adyacentes
Un servicio diario de pasajeros conecta Tallin con Moscú (tren nocturno; la duración del viaje es de 15 horas) a través de San Petersburgo, operado por los Ferrocarriles Rusos.
Desde el verano de 2016, tres trenes diarios operados por los Ferrocarriles Letones conectan Riga (Letonia) con Valga (Estonia). Las demás líneas ferroviarias hacia los países vecinos no se utilizan por el momento para el tráfico directo de pasajeros. Es posible viajar entre Tallin y Riga con cambio de tren en Valga, y los horarios de Tallin-Valga y Valga-Riga están ajustados para ello, pero esto sigue llevando mucho tiempo en comparación con el autobús (tiempo de viaje de unas 5 horas) o el avión.
Las rutas ferroviarias históricas son Tallin-Moscú, vía Tartu-Pechory, y Riga-San Petersburgo, que atravesaba Estonia desde Valka (Letonia) hasta Valga (Estonia-Võru-Piusa-Pechory (Rusia). Ambas se cerraron en la década de 1990.
Hay planes para una nueva línea de alta velocidad Tallin-Riga (que continuará hasta Polonia), Rail Baltica, que está previsto que entre en funcionamiento hacia 2025.

### Enlaces ferroviarios con países adyacentes
- El mismo ancho de vía:
  -  Letonia - sí
    - en Valga - sólo trenes diésel

  -  Rusia - sí
    - en Narva - sólo trenes diésel
    - en Koidula - sólo trenes diésel

## Operadores
Los trenes de mercancías son operados por Eesti Raudtee y empresas privadas como Estonian Railway Services (E.R.S. AS), y Spacecom.
Los servicios de pasajeros son ofrecidos por tres operadores:
- Elron, rutas nacionales
- Ferrocarriles rusos, Tallin-San Petersburgo y Tallin-Moscú
- Pasažieru vilciens, Valga-Riga